# Gare de Pont-du-Château
Gare de Pont-du-Château vasútállomás Franciaországban, Pont-du-Château településen.

## Vasútvonalak
Az állomást az alábbi vasútvonalak érintik:
- Clermont-Ferrand–Saint-Just-sur-Loire-vasútvonal

## Kapcsolódó állomások
A vasútállomáshoz az alábbi állomások vannak a legközelebb:
- Gare d'Aulnat-Aéroport
- Gare de Vertaizon